# ドリームゲート
ドリームゲート（DREAM GATE）は、2008年2月に設立した日本の芸能プロダクション。
SEVENTEENモデル、日テレジェニック2007の一戸愛子をはじめとする5名のタレントが所属していた。

## 会社概要
- 正式社名：株式会社DREAM GATE
- 所在地：〒107-0052 東京都港区赤坂8-9-14 ローザ赤坂102